# 오리역
오리역(梧里驛, Ori station)은 경기도 성남시 분당구 구미동에 있는 수도권 전철 수인·분당선의 전철역이다. 이 역부터 서울숲역까지는 지하 구간이다. 동막천 하저터널로 미금역과 연결된다.

## 역명 유래
오리역의 역명 유래에 대해서는 두 가지 설이 전한다. 마을 앞에 있는 큰 웅덩이가 겨울에도 얼지 않아서 오리가 많이 모였기 때문에 오리뜰 또는 부평(鳧坪)이라고 불렀다는 설, 하천을 따라 마을에 오리나무를 많이 심어 방풍림을 형성해서 오리뜰 또는 오리뜰속자리라고 불렀다는 설이다.

## 역사
- 1994년 9월 1일 : 분당선 오리 ~ 수서 구간 개통과 함께 영업 개시
- 2004년 11월 26일 : 오리 - 보정 임시 구간 개통과 함께 중간역이 됨
- 2007년 12월 24일 : 오리 - 죽전 구간 개통과 함께 중간역이 됨
- 2009년 1월 1일 : 시·종착역 기능 폐지 (죽전역으로 역사 변경)
- 2012년 9월 18일 : 왕십리 ~ 선릉 구간 개통으로 왕십리 기점 31.8km로 변경[2]
- 2015년 1월 20일 :본선 승강장에 스크린도어 설치
- 2021년 3월: 부본선 승강장에도 스크린도어 설치

## 역 구조
대한민국 지하철 역사로는 최초로 2면 4선의 쌍섬식 승강장이 있는 역이다. 모든 승강장에 스크린도어가 설치되어 있다. 하지만 1,4번 승강장에 진입하는 열차는 없지만,급행열차 운행 계획을 염두에 두고 2면 4선으로 만들었다.현재 2,3번에 탈 수 있다.

### 승강장
| ↑ 미금          |
| ４３ \| ２１ \| |
| 죽전 ↓          |

| 1 | ● 수도권 전철 수인·분당선 | 별로 사용하지 않음                        |
| 2 | ● 수도권 전철 수인·분당선 | 죽전 · 기흥 · 망포 · 수원 · 인천 방면     |
| 3 | ● 수도권 전철 수인·분당선 | 미금 · 서현 · 모란 · 선정릉 · 왕십리 방면 |
| 4 | ● 수도권 전철 수인·분당선 | 별로 사용하지 않음                        |

## 역 주변
- 오리삼거리
- 동막교사거리
- 동성교통 차고지
- 주거문화원
- 국민은행
- 구미동
- 무지개마을
- 농협 하나로클럽
- 홈플러스 분당오리점
- CGV 오리11
- 하이마트 오리점
- 성남우편집중국
- 네오위즈
- LG트윈하우스
- 한국장애인고용공단 경기동부지사

## 이용객 변동
| 노선   | 노선 | 일평균 인원수 (명/일) | 일평균 인원수 (명/일) | 일평균 인원수 (명/일) | 일평균 인원수 (명/일) | 일평균 인원수 (명/일) | 일평균 인원수 (명/일) | 일평균 인원수 (명/일) | 일평균 인원수 (명/일) | 일평균 인원수 (명/일) | 일평균 인원수 (명/일) | 각주                  | 각주                  | 각주                  | 각주                  | 각주  |
| 노선   | 노선 | 2000년                | 2001년                | 2002년                | 2003년                | 2004년                | 2005년                | 2006년                | 2007년                | 2008년                | 2009년                | 각주                  | 각주                  | 각주                  | 각주                  | 각주  |
| ------ | ---- | --------------------- | --------------------- | --------------------- | --------------------- | --------------------- | --------------------- | --------------------- | --------------------- | --------------------- | --------------------- | --------------------- | --------------------- | --------------------- | --------------------- | ----- |
| 분당선 | 승차 | 6,993                 | 9,948                 | 14,246                | 17,660                | 16,821                | 15,811                | 16,297                | 17,525                | 16,883                | 12,951                | [ 4 ]                 | [ 4 ]                 | [ 4 ]                 | [ 4 ]                 | [ 4 ] |
| 분당선 | 하차 | 4,623                 | 7,012                 | 13,555                | 12,262                | 11,552                | 12,116                | 12,612                | 14,190                | 14,689                | 11,370                | [ 4 ]                 | [ 4 ]                 | [ 4 ]                 | [ 4 ]                 | [ 4 ] |
| 노선   | 노선 | 일평균 인원수 (명/일) | 일평균 인원수 (명/일) | 일평균 인원수 (명/일) | 일평균 인원수 (명/일) | 일평균 인원수 (명/일) | 일평균 인원수 (명/일) | 일평균 인원수 (명/일) | 일평균 인원수 (명/일) | 일평균 인원수 (명/일) | 일평균 인원수 (명/일) | 일평균 인원수 (명/일) | 일평균 인원수 (명/일) | 일평균 인원수 (명/일) | 일평균 인원수 (명/일) | 각주  |
| 노선   | 노선 | 2010년                | 2011년                | 2012년                | 2013년                | 2014년                | 2015년                | 2016년                | 2017년                | 2018년                | 2019년                | 2020년                | 2021년                | 2022년                | 2023년                | 각주  |
| 분당선 | 승차 | 12,977                | 13,805                | 15,100                | 16,403                | 16,404                | 16,078                | 14,859                | 14,348                | 13,581                | 12,924                | 9,338                 | 9,591                 | 10,272                | 10,647                | [ 4 ] |
| 분당선 | 하차 | 11,379                | 11,875                | 12,816                | 13,417                | 13,831                | 13,564                | 12,465                | 11,949                | 11,461                | 11,010                | 7,960                 | 8,078                 | 8,483                 | 8,929                 | [ 4 ] |

## 사진

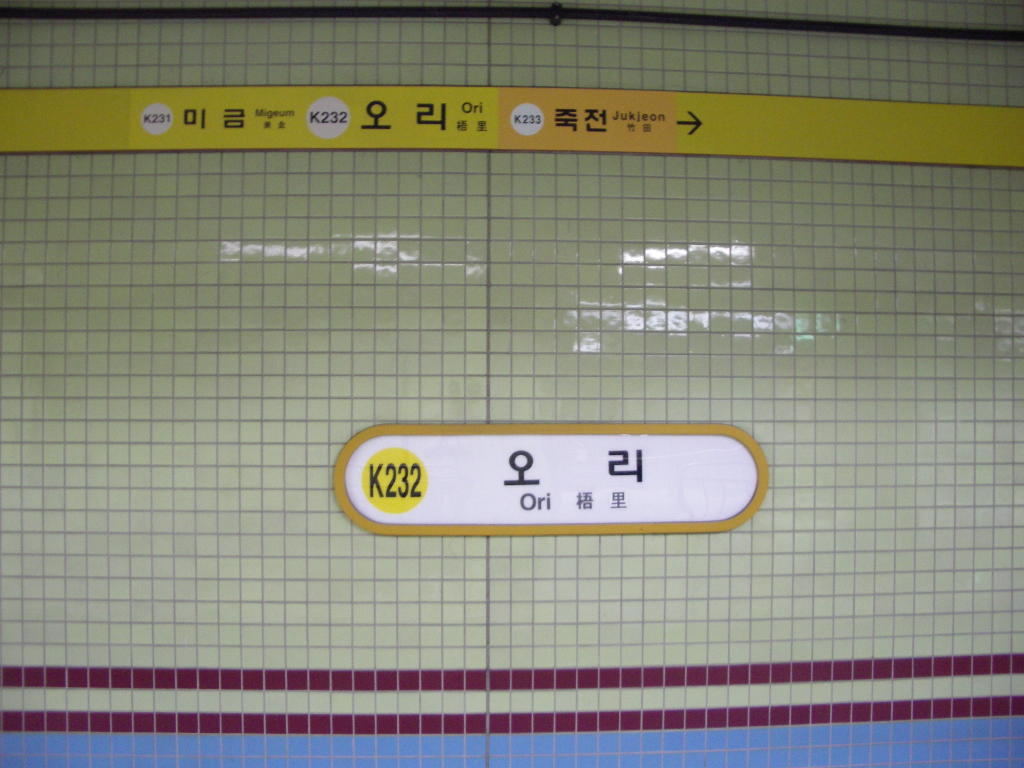
오리역 1
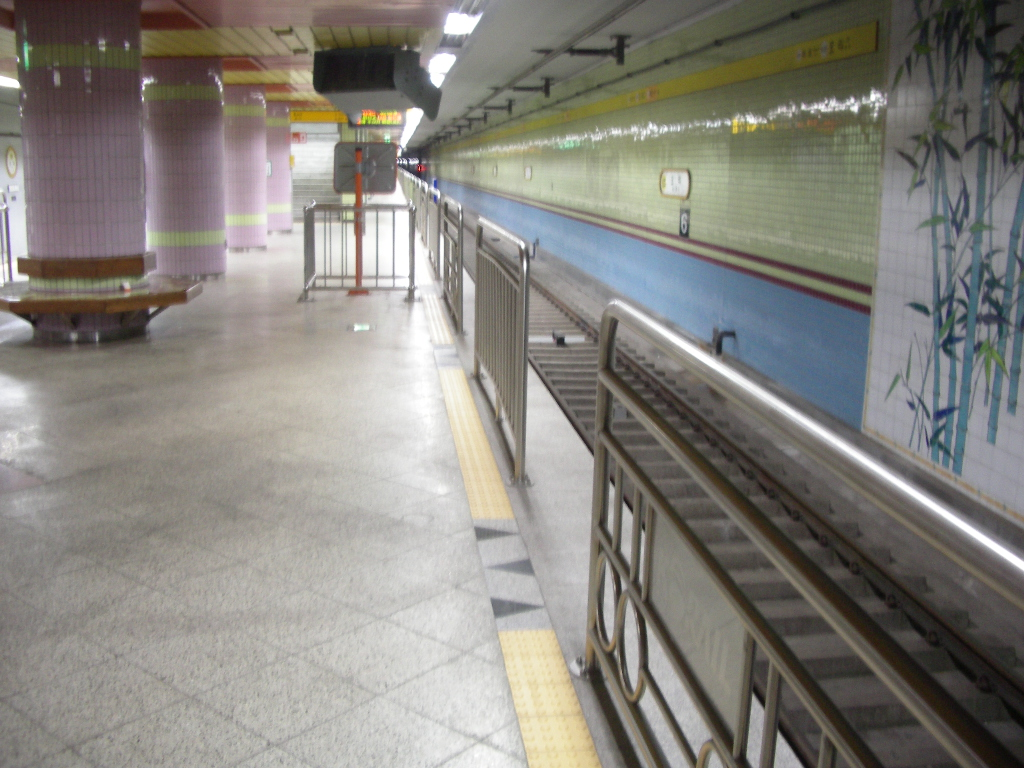
오리역 2
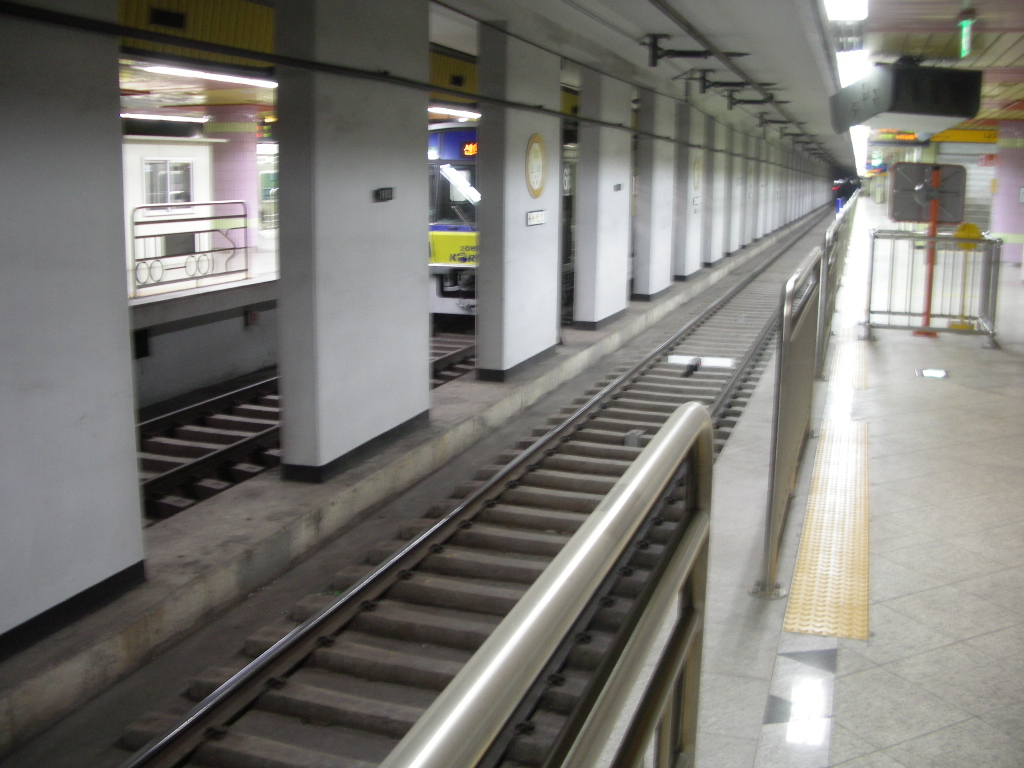
오리역 3
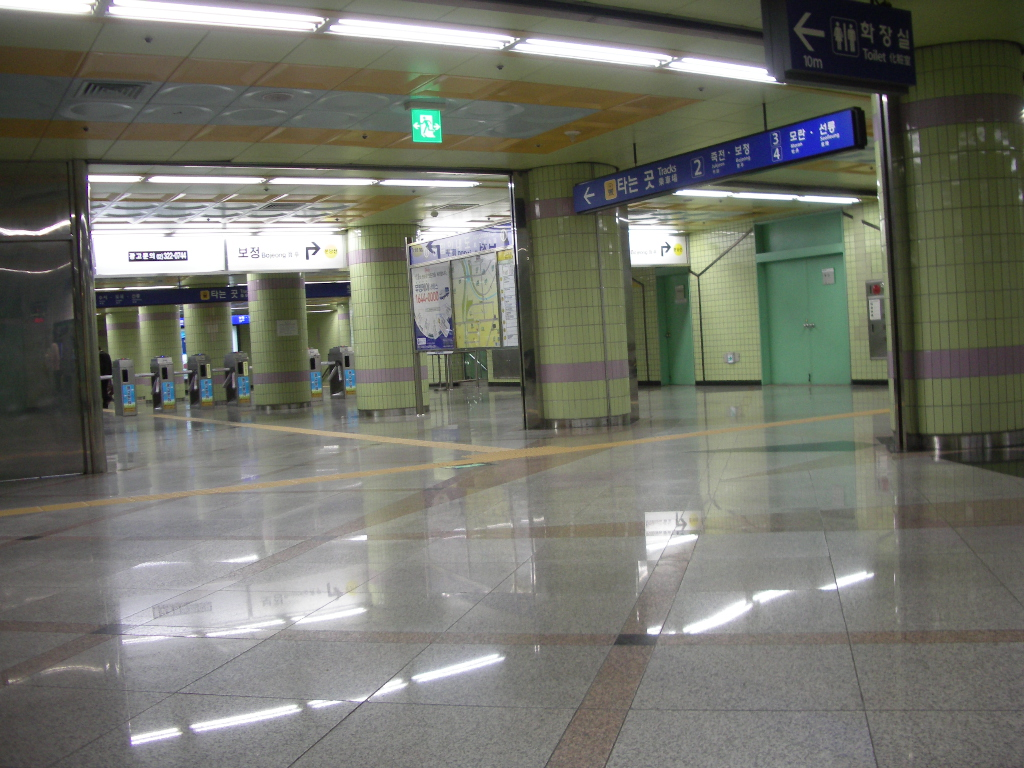
오리역 5
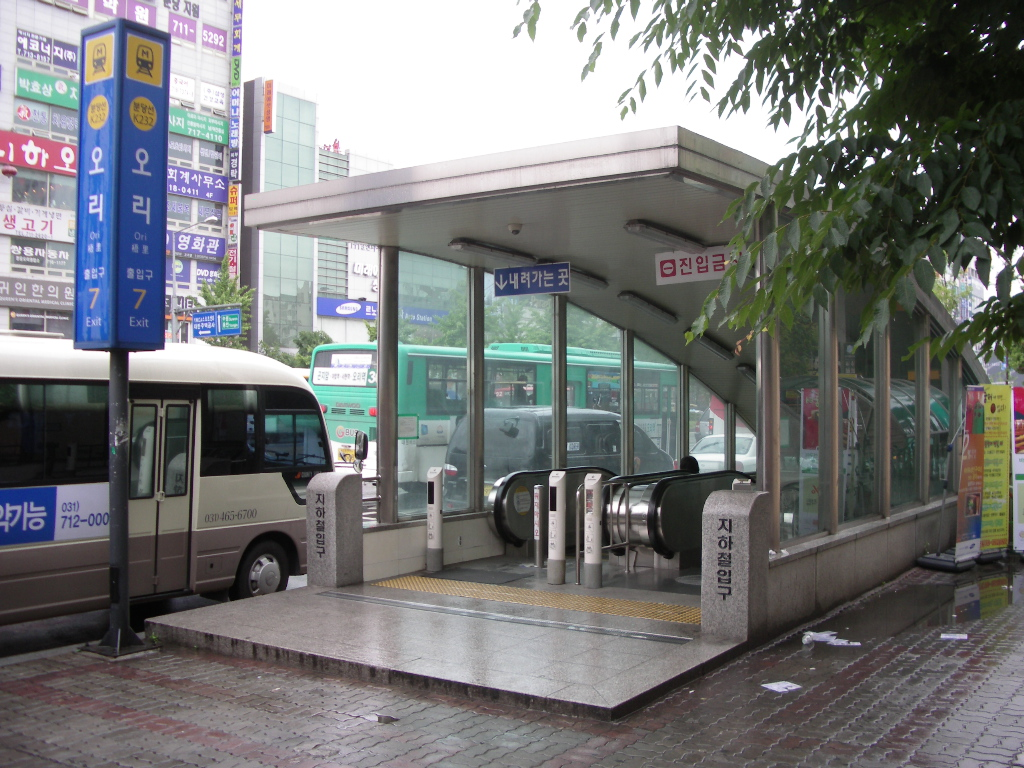
오리역 6
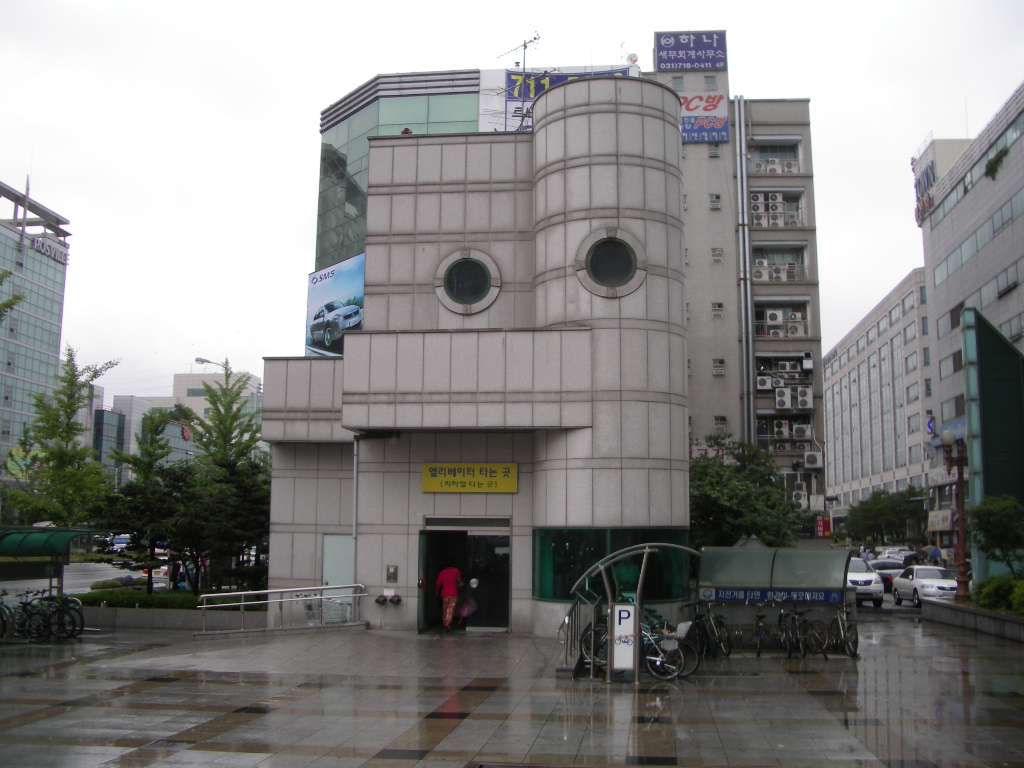
오리역 7
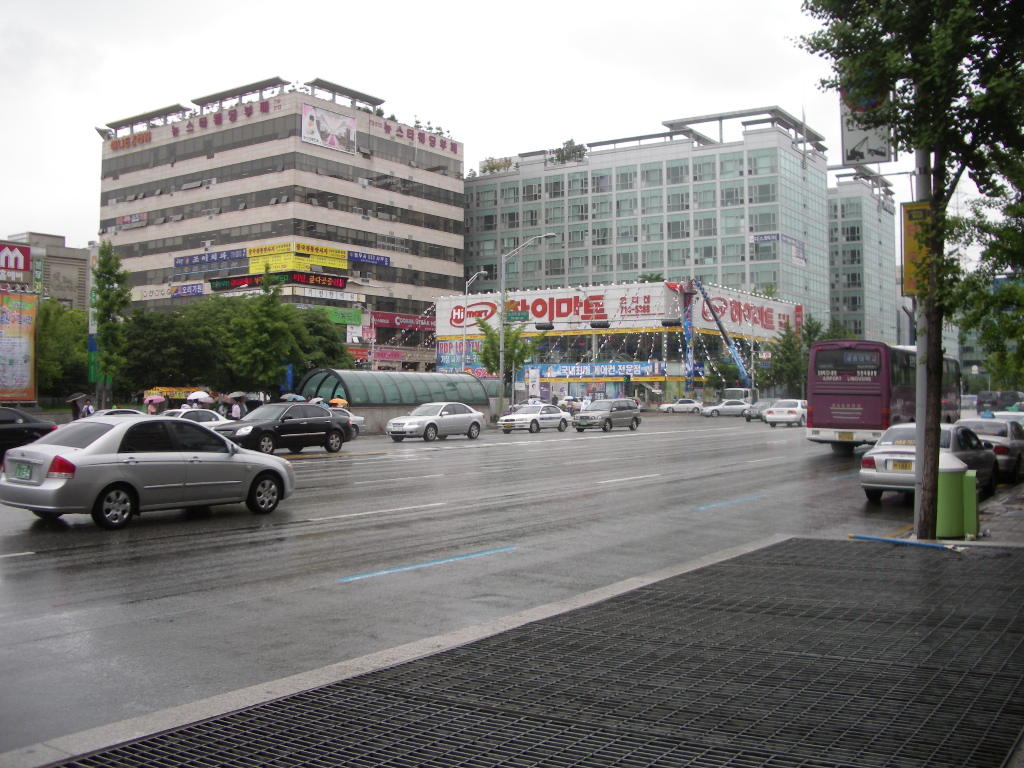
오리역 8
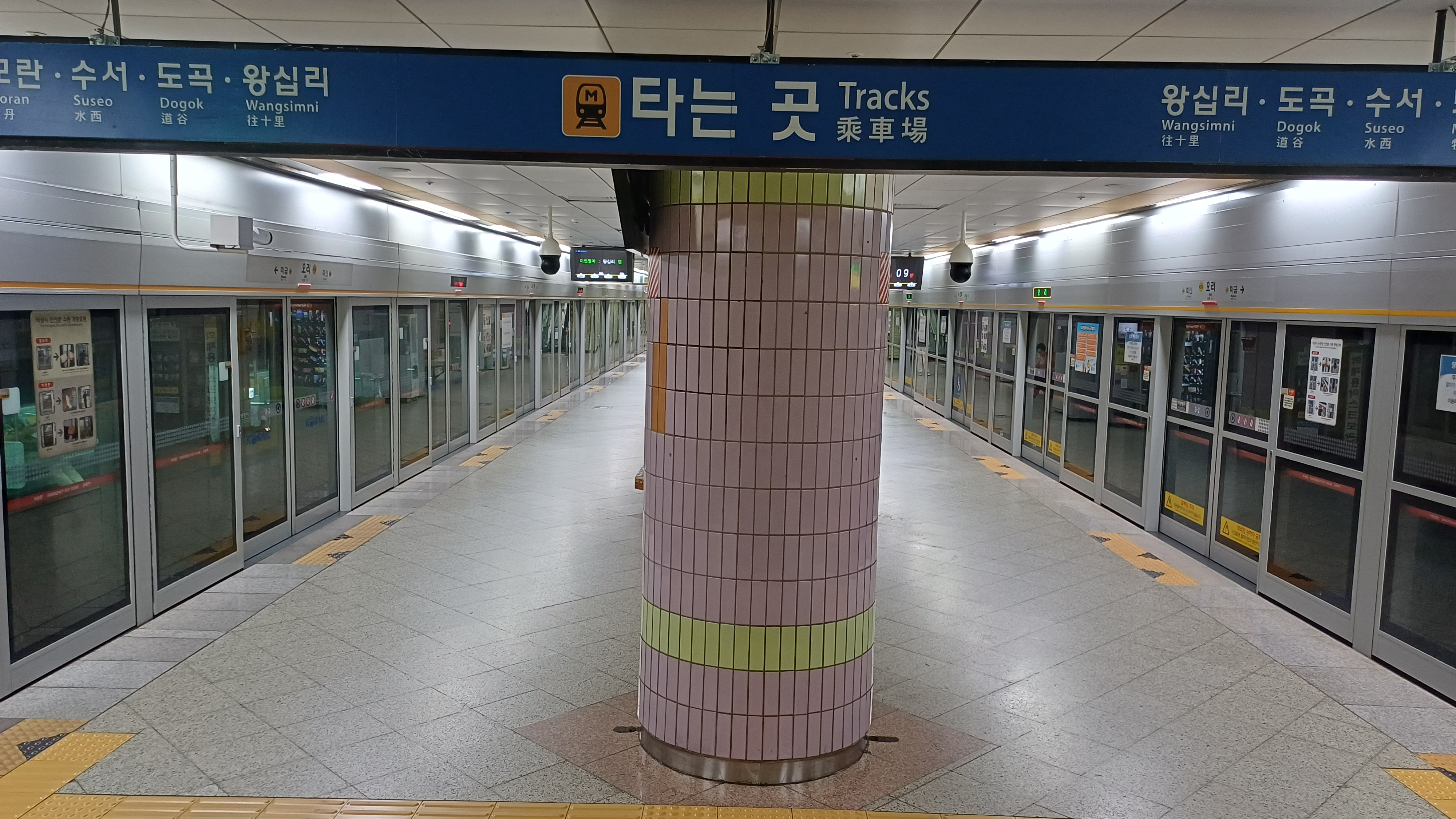
오리역 승강장 2

## 인접한 역
| 분당선                | 분당선                                    | 분당선                        |
| --------------------- | ----------------------------------------- | ----------------------------- |
| K231 미금 청량리 방면 | ● 수도권 전철 수인·분당선 완행 분당선급행 | K233 죽전 고색 방면 인천 방면 |